# Гелашвілі Тамаз
Тамаз Гелашвілі (груз. თამაზ გელაშვილი; нар. 8 квітня 1978) – грузинський шахіст, гросмейстер від 1999 року.

## Шахова кар'єра
На міжнародній арені з'явився після розпаду Радянського Союзу, у 1993 – 1995 роках чотири рази представляв Грузію на чемпіонаті Європи серед юніорів до 16 і 18 років, а 1995 року – на чемпіонаті світу серед юніорів до 18 років. Найбільшого успіху в цих змаганнях досяг 1994 року в Беїле-Херкулане, де виборов бронзову медаль ЧЄ до 16 років.
У другій половині 1990-х років увійшов до когорти провідних грузинських шахістів. В 1999 році дебютував у складі збірної на командному чемпіонаті Європи (вдруге у цих змаганнях взяв участь у 2007 році), тоді як у 2000, 2004 і 2006 роках тричі виступив на шахових олімпіадах. Неодноразово брав участь у фіналі чемпіонату Грузії, найбільшого успіху досягнувши 2000 року у Тбілісі, коли виграв золоту медаль. Крім того, в 2002 і 2006 роках двічі в чемпіонаті країни посів 3-тє місце.
Неодноразово брав участь у міжнародних турнірах, перемагаючи або ділячи 1-ше місце, зокрема, в таких містах, як:
- Афіни – двічі на турнірах Акрополіс Інтернешнл (1997, 2006),
- Салоніки (1997),
- Коринф (1998, разом з Михайлом Гуревичем),
- Вліссінген (2000, разом з Іваном Соколовим, Володимиром Єпішиним, Віталієм Голодом і Фрісо Нейбуром),
- Баку (2005, разом з Едуардом Андрієвим і Гадіром Гусейновим),
- Кавала (2004, разом з Васіліосом Котроніасом, Мілошем Перуновичем і Дімітріосом Мастровасілісом),
- Халкідіки (2006, разом із зокрема, Суббараманом Віджаялакшмі),
- Сор (2007, разом з Олегом Корнєєвим),
- Бенаске (2007, разом з Феліксом Левіним),
- Салоніки (2008, разом з Едуардасом Розенталісом).

Найвищий рейтинг Ело в кар'єрі мав станом на 1 жовтня 2007 року, досягнувши 2623 очок займав тоді 4-те місце серед грузинських шахістів.

## Зміни рейтингу
| На цьому місці має відображатися графік чи діаграма, однак з технічних причин його відображення наразі вимкнено. Будь ласка, не видаляйте код, який викликає це повідомлення. Розробники вже працюють для того, щоби відновити штатне функціонування цього графіка або діаграми. | |
| | На цьому місці має відображатися графік чи діаграма, однак з технічних причин його відображення наразі вимкнено. Будь ласка, не видаляйте код, який викликає це повідомлення. Розробники вже працюють для того, щоби відновити штатне функціонування цього графіка або діаграми. |